# ニュルンベルク年代記

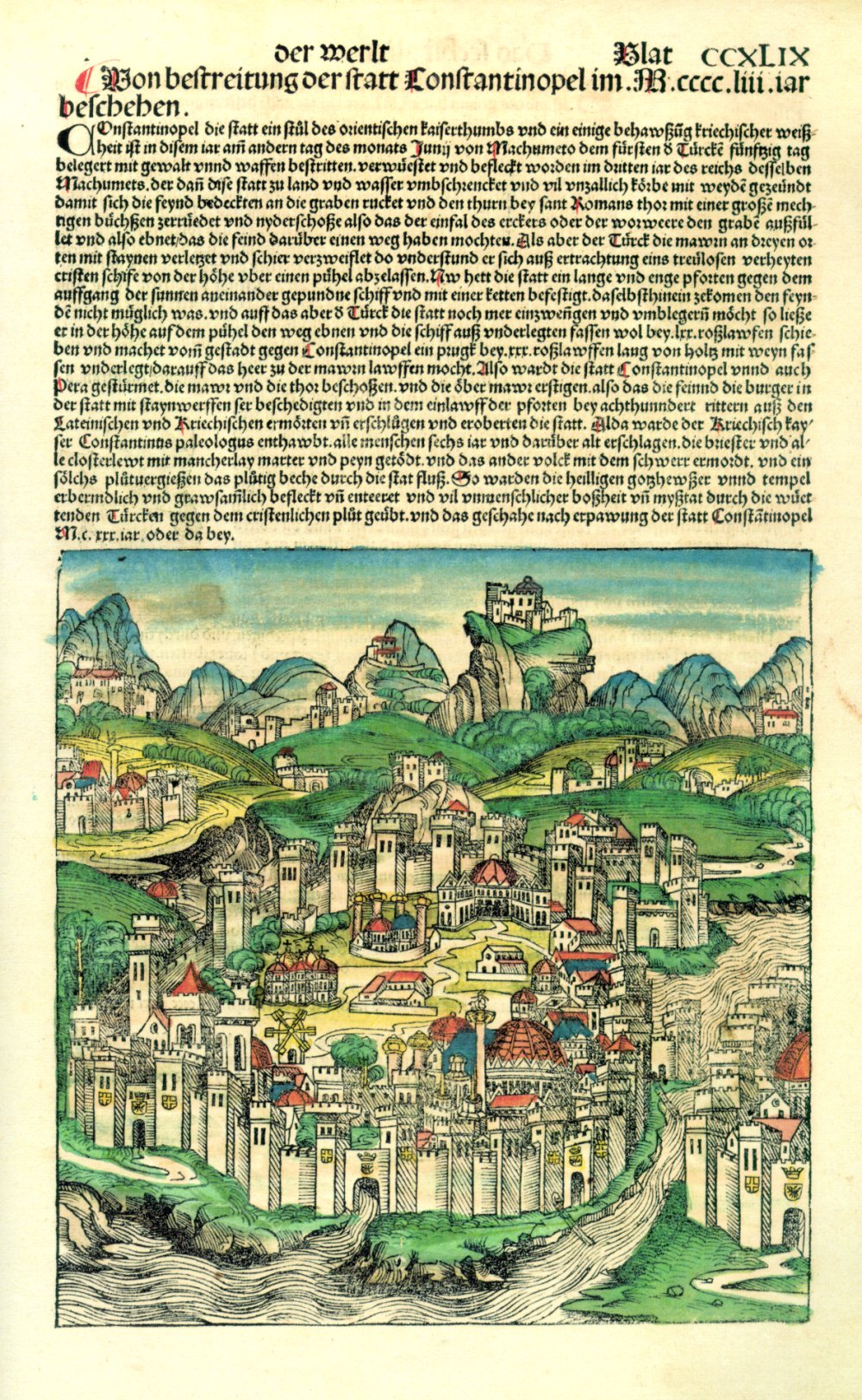
コンスタンティノポリスの挿絵。着色は手作業。

ニュルンベルク年代記（独: Die Schedelsche Weltchronik、羅: Liber Chronicarum、英: the Nuremberg Chronicle）は、ドイツの医師であり人文主義者であったハルトマン・シェーデルがラテン語で著した年代記である。1493年6月にラテン語版が出版され、その6か月後の1493年12月23日には、ニュルンベルクの財務書記官ゲオルク・アルトの翻訳によるドイツ語版がインキュナブラ（初期活字本）として出版された。
当時の慣例に従い、本書には表紙が存在しない。そのため、ラテン語を解する学者の間では、冒頭の記述から『年代記』（Liber Chronicarum）として知られている。一方、英語圏においては出版された都市名にちなみ『ニュルンベルク年代記』（the Nuremberg Chronicle）、ドイツ語圏においては著者名を用いて『シェーデルの世界史』（Die Schedelsche Weltchronik）と呼ばれることが多い。
ラテン語版は800部、ドイツ語版は408部が印刷された。現在、ラテン語版は約400部、ドイツ語版は300部しか現存していない。
現存する本書の挿絵には着色が施されている場合が多いが、これらは印刷後に手作業で彩色されたものである。

## 内容
この年代記では、世界史を7つの時代に区分して解説している。
- 第1期：世界の創造から大洪水まで。
- 第2期：アブラハムの誕生まで。
- 第3期：古代イスラエルのダビデ王まで。
- 第4期：バビロン捕囚まで。
- 第5期：イエス・キリストの誕生まで。
- 第6期：現在まで。この部分が最も長い。
- 第7期：世界の終わりと最後の審判の概要。

## 出版の経緯

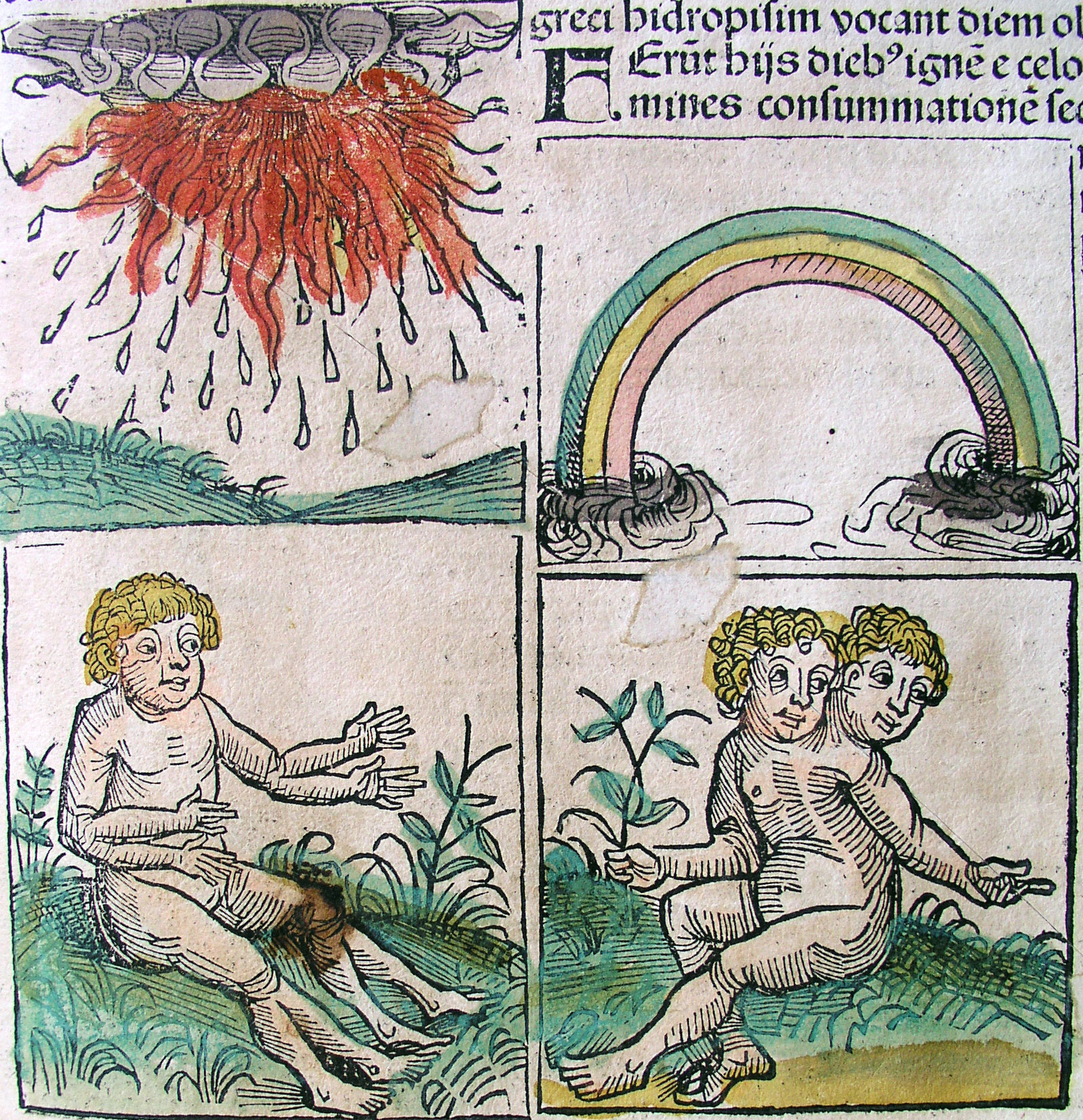
「前兆」の挿絵

『年代記』は1493年7月12日、ニュルンベルクでラテン語で出版された。同じ年の12月23日にドイツ語訳が出版された。ラテン語で1400～1500冊、ドイツ語で700～1000冊が出版された。1509年の本の奥付には、この時までにラテン語として539刷、ドイツ語として60刷が出版されたことが書かれている。現在、ラテン語本が約400冊、ドイツ語訳本が約300冊が残っている。挿絵が着色された本も多く、この着色専門の業者もあったほどだった。その挿絵だけがオールド・マスター・プリント (Old master print) として水彩で着色されて売られたことも多い。また、挿絵だけが切り取られて売られることもあった。
印刷・出版は、画家アルブレヒト・デューラーの代父母（後見人）、アントン・コーベルガーが行った。コーベルガーはデューラーの生まれた1471年、金細工職人をやめて印刷家・出版家になり、ドイツの初期の出版家として最も成功した一人となった。最終的には印刷機24台を所有し、リヨンやブダペストなどドイツの諸都市に多くの支店を出した。

## 挿絵
大きなアトリエを持つニュルンベルクの画家ミヒャエル・ヴォルゲムートが、1809という大量の木版画を提供した。ヴォルゲムートとその義理の息子ヴィルヘルム・プライデンヴルフに対して1487年から1488年ごろに初めて挿絵の要請がなされ、1491年12月29日に追加の挿絵と説明文を提供する更なる契約がなされた。1490年の日付が入ったヴォルゲムートによる詳細な原画が大英博物館に収められている。ゼバスティアン・カメルマイスター（Sebastian Kammermeister）とゼーバルト・シュライアー（Sebald Schreyer）は1492年3月16日、この年代記に対して巨大な資金を提供した。

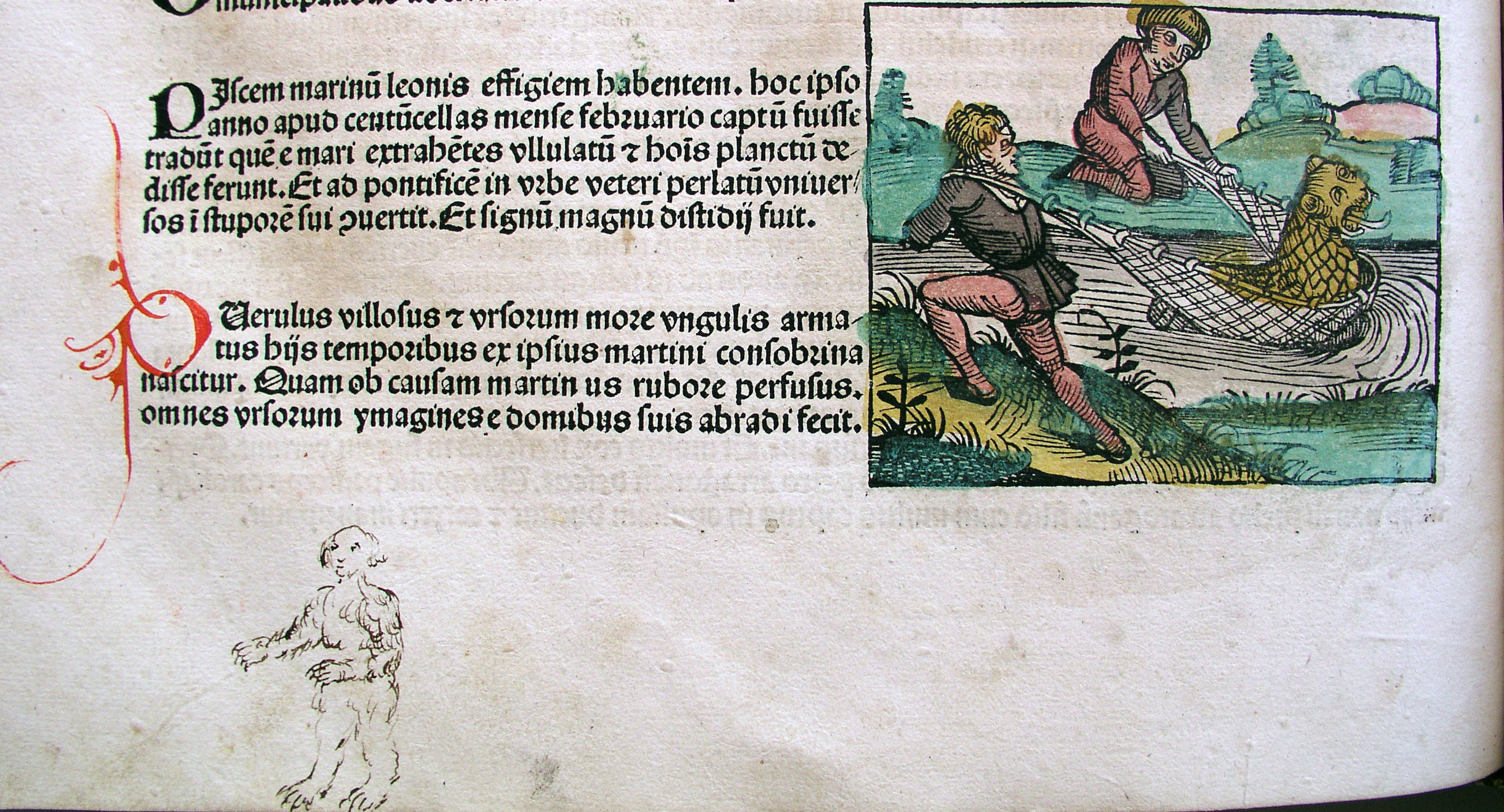
「捕らえられたライオン魚」の挿絵。下部欄外の絵は後代の落書きである。

アルブレヒト・デューラーは1486年から1489年までヴォルゲムートの見習いをしており、この年代記の挿絵の作成に参加した可能性がある。ただしこの年代記出版前後の1490年から1494年までの間、デューラーは旅行をしていた。

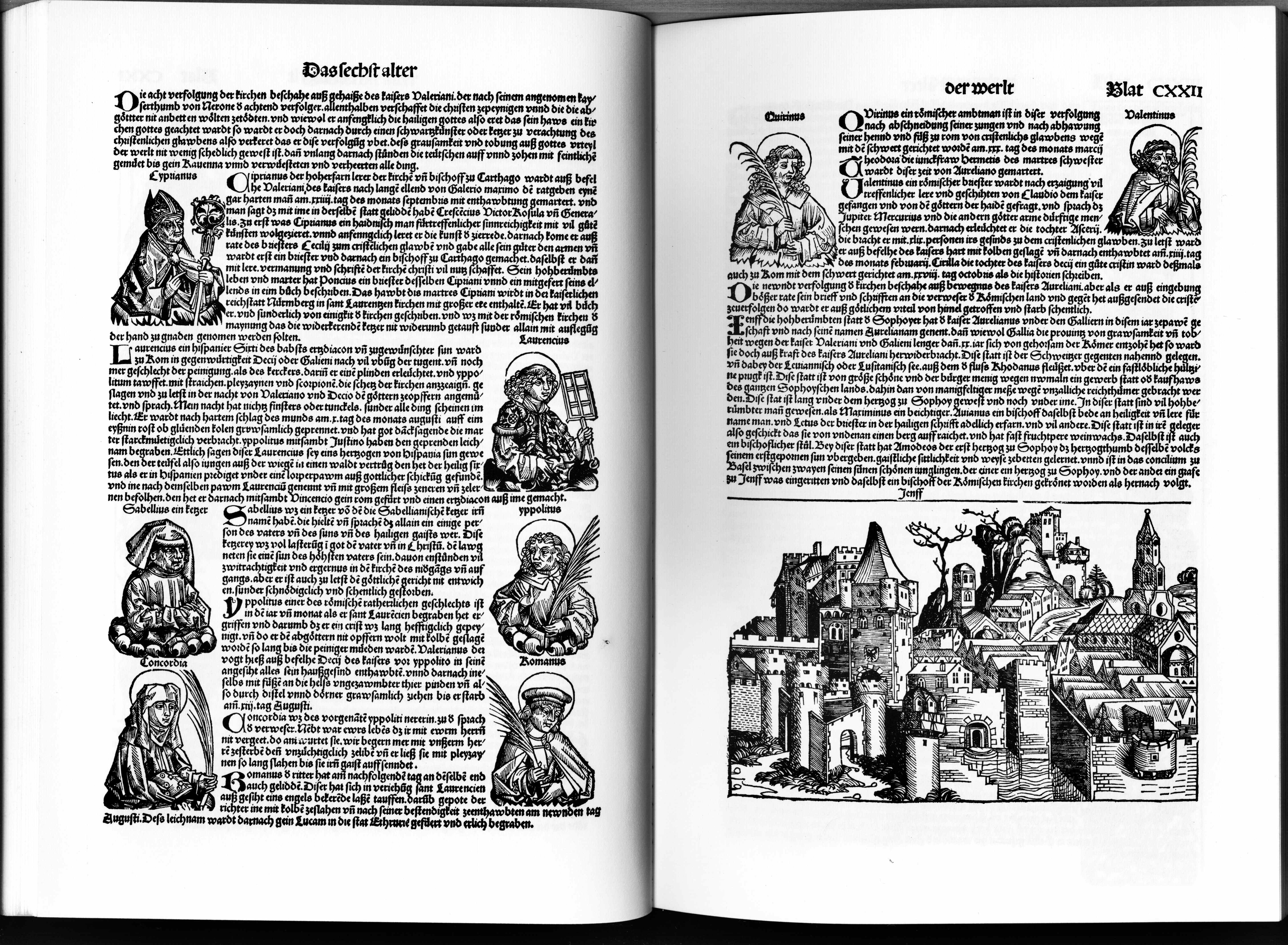
見開きの様子

同時期の他の本と同様、同じ挿絵が何回か使われている。例えば同じ絵が説明文だけを変えて、町の様子と戦争の挿絵に使われている。繰り返しを省くと、使われている木版画は645である。この本はかなり大きく、2ページにわたって描かれている絵の大きさは342 x 500ミリメートルである。ニュルンベルクだけが説明文なしで2ページにわたって描かれている。ヴェネツィアの絵も比較的大きく、詳細であり、これは元は1486年にエアハルト・ロイヴィヒが旅行ガイド用に書いた挿絵である。このほかにも、別の本から流用した挿絵がいくつかあることが確認されている。フィレンツェの挿絵はフランチェスコ・ロッセリが彫刻したものである。